# Derrick Henry Lehmer
Derrick Henry Lehmer   (Berkeley, 23 de febrer de 1905 - Berkeley, 22 de maig de 1991) va ser un matemàtic estatunidenc conegut com Dick Lehmer.
Dick Lehmer era fill del matemàtic i professor a Berkeley Derrick Norman Lehmer. Va heredar del seu pare la passió pels mecanismes de computació. Fins al 1927, va fer els estudis de grau en matemàtiques a la universitat de Berkeley, en la qual va conèixer Emma Markovna Trotskaia, també estudiant de matemàtiques qui, uns anys després, esdevindria la seva esposa. Després d'una estada a la universitat de Chicago, va anar a la Universitat Brown en la qual va obtenir el doctorat el 1930. Després de breus estades a Caltech i a Stanford, va ser contractat el 1932 per la Universitat de Lehigh (Pennsilvània) amb la seva dona. A partir d'aquesta data va començar una intensa col·laboració amb Harry Vandiver per dissenyar màquines que fessin còmputs mecànics que permetessin fer càlculs recurrents. El 1940 es van traslladar a Berkeley per ocupar sengles places de professor a la universitat. Dick Lehmer es va retirar a Berkeley el 1972, però va continuar com professor emèrit fins a la seva mort el 1991.
Lehmer és recordat pel test de Lucas-Lehmer per establir si un nombre de Mersenne és o no és nombre primer. Però també va fer aportacions significatives en altres camps de les matemàtiques com la matriu i els tensors de Lehmer o la conjectura de Lehmer. Tota la seva vida va estar interessat per la factorització dels enters i el càlcul de nombres primers, dissenyant màquines, mecàniques primer, elèctriques després, que permetessin aplicar amb rapidesa i eficiència les clàssiques tècniques de garbell.